# Patrick Surtain
Patrick Frank Surtain (født 19. juni 1976 i New Orleans, Louisiana, USA) er en tidligere amerikansk footballspiller, der spillede i NFL som cornerback for Miami Dolphins og Kansas City Chiefs.
Surtain er tre gange, i 2002, 2003 og 2004 blevet udtaget til Pro Bowl, NFL's All Star-kamp.

## Klubber
- Miami Dolphins (1998–2004)
- Kansas City Chiefs (2005–2008)